# Minaret (Lednicko-valtický areál)
Lednický minaret (též mešita) je asi 62 metrů vysoká romantická rozhledna. Nachází se v areálu zámeckého parku Lednice a je součástí lednicko-valtického areálu zapsaného na seznamu světového kulturního dědictví UNESCO. Jedná se o druhou nejstarší dochovanou rozhlednu na českém území a zároveň o jediný minaret v České republice. Také je to nejvyšší stavba tohoto typu mimo islámské země.
Od roku 1958 je na seznamu nemovitých kulturních památek ČR.

## Historie
Rozhlednu nechal postavit kníže Alois I. z Lichtenštejna, zakladatel lednického parku, v duchu tehdy módního orientálního stylu podle vzoru anglických zahrad s romantickými stavbami (zámecký park Kew gardens). Stavěla se v letech 1797–1804 a náklady se vyšplhaly údajně na jeden milion zlatých, velkou sumu si pravděpodobně odnesl architekt Josef Hardtmuth.
Stavba byla provedena v komplikovaných podmínkách na močálovitém měkkém podloží, a tak bylo k zajištění základů použito 500 pilotů z dubového dřeva a na nich položen rošt z 96 silných kmenů. Hardtmuth navrhl samonosné lešení, po kterém mohly být vynášeny i těžké kamenné kvádry. V roce 1868 za knížete Jana II. z Lichtenštejna byl interiér minaretu dekorován v tureckém stylu. Malířskou výzdobu, složenou z pestrých geometrických a rostlinných motivů, provedl vídeňský malíř Josef Geyling (1799–1885). Minaret byl využíván jako odpočinkové místo a poskytoval vyhlídku na celý zámecký areál a do dalekého okolí. V osmi sálech byly vystaveny lovecké trofeje a řada suvenýrů z cest do Asie a Afriky.
Větší opravou prošel minaret v 80. a 90. letech 20. století, kdy bylo nutno řešit problémy se statikou. Kvůli havarijnímu stavu místností v 1. patře byla veřejnosti přístupná pouze věž minaretu. Počátkem 21. století proběhla celková rekonstrukce, po které je možné si prohlédnout celý objekt:
- 2007 – začátek generální opravy (předpokládaný celkový rozpočet 30 milionů korun)
- 2010 – oprava věže, fasády a horní kupole (8 milionů korun)
- 2013 – opravy střechy, dřevěných konstrukcí, oken a vstupních dveří (4 miliony korun)
- 2014 – oprava kamenné výzdoby na fasádě, fresky a mozaiky uvnitř minaretu (14 milionů korun)
- 2016 – opravy mozaikových podlah (7 milionů korun)
- 2018 – dokončení rekonstrukce (5 milionů korun)[6]

## Pověst
Důvod vzniku minaretu není úplně jasný. Váže se k ní ale pověst, že si kníže Alois I. z Lichtenštejna chtěl původně nechat vystavět kostel, ale církev mu druhý nepovolila, tak se rozhodl na truc vystavět mešitu. To ale z důvodu měkkého podloží nebylo možné, a tak se musel spokojit s minaretem. Pověst ale moc pravděpodobná není, neboť v okolí byly i turecké lázně, švýcarský most a čínské paláce.

## Popis

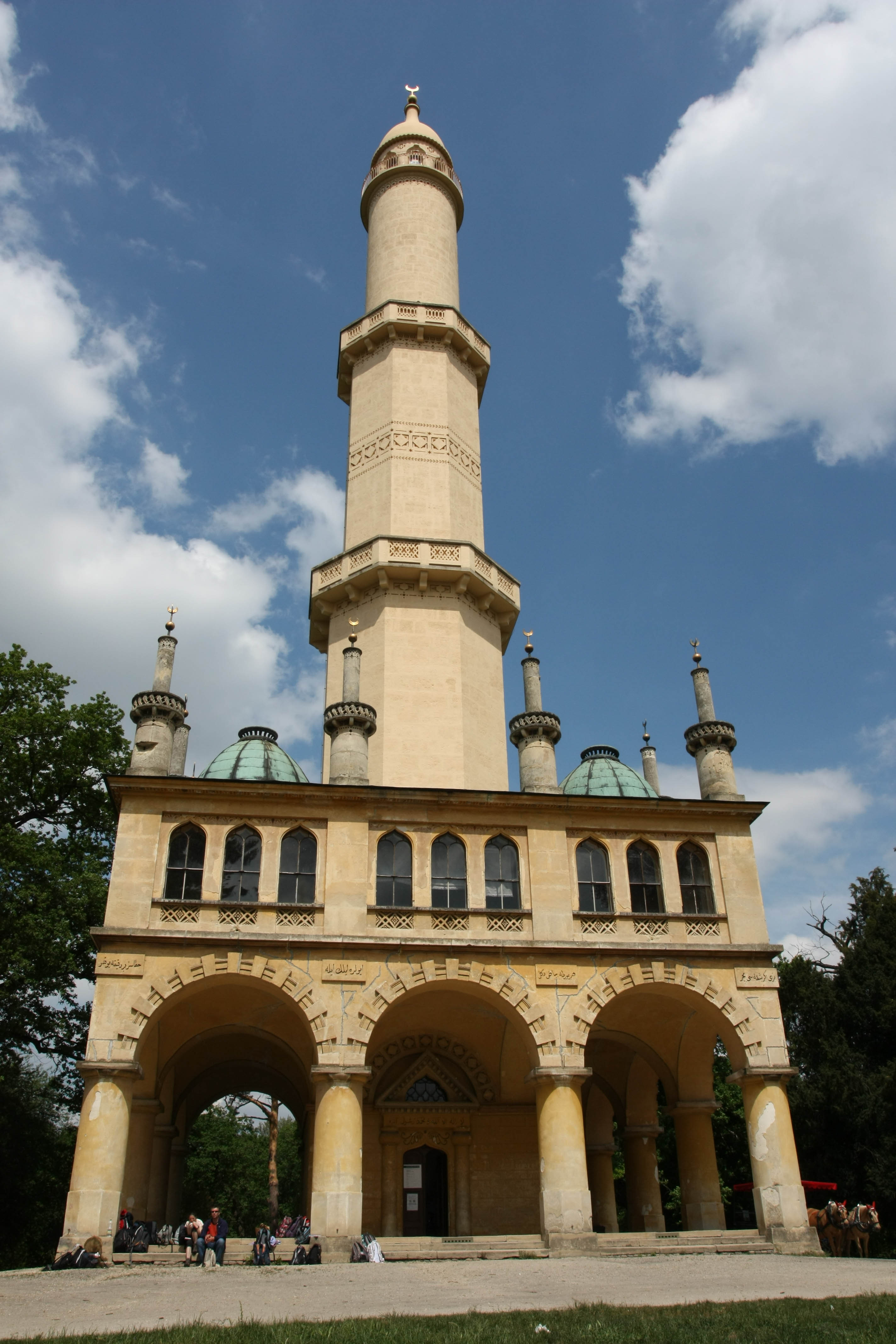
minaret

Minaret je postaven na břehu Zámeckého rybníka v hlavní ose k zámku. V jeho blízkosti se nachází přístaviště na Staré Dyji. K rozhledně se dá dostat pěšky – 1,5 km cesty zámeckým parkem, lodí po zámecké Dyji nebo koňským spřežením. Z ochozu je vidět park, Pavlovské vrchy, Bílé Karpaty a dokonce vrcholek věže svatoštěpánského dómu ve Vídni.
Minaret představuje čtyřboká budova (mešita) s arkádovým ochozem v přízemí a nad ní se zvedá přes 60 metrů vysoká věž (minaret). Je členěná do tří zón, z nichž první dvě jsou osmiboké a nejvyšší válcová. Má tři vyhlídkové ochozy, přičemž k nejvyššímu vede 302 schodů. První dva ochozy, nesené konzolami, mají kamenné zábradlí, nejvyšší má zábradlí kovové. Vrchol minaretu tvoří lucerna s okny zakončená kupolí se zlacenou korouhví ve tvaru půlměsíce.

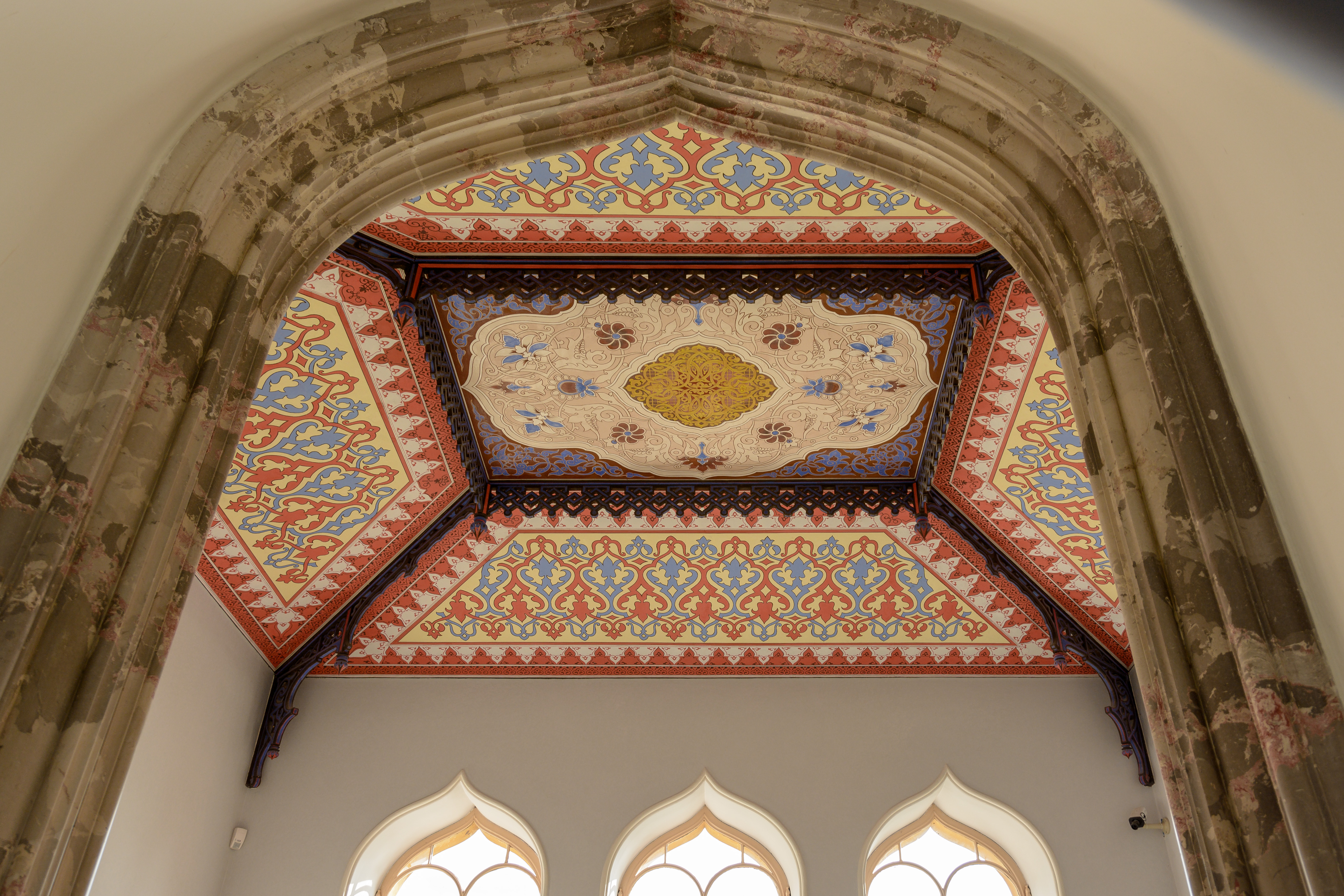
strop v přízemí (mešita)

V jednopatrové hranolové základně s arkádami je osm místností s okny. Podlahy i zdi prostor zdobí maurské kresby a citáty z koránu. Nad portálem je umístěna šaháda - vyznání víry: Není boha kromě Boha a Muhammad je posel Boží. Na profilované římse stojí dvanáct štíhlých věžiček zakončených půlměsícem. Ve čtyřech rozích ploché střechy mešity jsou měděným plechem pobité kupole.
Interiéry jsou dekorovány v tureckém stylu, stropy místností jsou členěny do menších polí vyřezávanými a polychromovanými lištami. Podlahy tvoří barevné mozaiky z benátského terazza.